# Gustavo Egelhaaf
Gustavo Quiroz Egelhaaf (Hermosillo, 30 de junio de 1984) es un actor, presentador  y  modelo mexicano, conocido por su interpretación en la película Cuatro lunas.

## Biografía
Hijo de madre estadounidense de origen alemán y padre mexicano de Sonora, nació en Hermosillo en 1984. Salió de su casa a los 17 años para viajar por el mundo, y tiempo después se mudó a la Ciudad de México para estudiar actuación. En 2009 participó en un cortometraje, La despedida de Eugenio y su primer papel protagónico en un filme llegaría en 2014 con Cuatro lunas.
En televisión  ha tenido participación notable en series como El Vato (2016–2017), y El Chema (2016–2017). A pesar de haber empezado con personajes recurrentes, su primera función importante fue en 2018, en la película Hasta que la boda nos separe, a lado de a Diana Bovio, y recientemente en Doblemente embarazada, junto a Maite Perroni.

## Carrera artística

### Cine
| Año       | Título                       | Personaje          | Notas        |
| --------- | ---------------------------- | ------------------ | ------------ |
| 2008      | Philia                       | Pablo              | Cortometraje |
| 2009      | La despedida de Eugenio      | Fernando / Eugenio | Cortometraje |
| 2012      | Amante de lo ajeno           | Felipe anterior    |              |
| 2014      | Cuatro Lunas                 | Leo                |              |
| 2014      | Obediencia perfecta          | Francisco Romero   |              |
| 2017      | Hasta que la boda nos separe | Daniel             |              |
| 2019–2022 | Doblemente embarazada        | Javier             |              |
| 2020      | Rebelión de los Godinez      | Omar Buendía       |              |
| 2021      | El camino del sol            | Gustavo            | TBA          |
| 2022      | Lecciones para canallas      |                    | TBA          |

### Televisión
| Año       | Título                  | Personaje      | Notas                          |
| --------- | ----------------------- | -------------- | ------------------------------ |
| 2016–2017 | El Vato                 | El Pollo       | 23 episodios                   |
| 2016      | Perseguidos             |                | 6 episodios                    |
| 2016–2017 | El Chema                | Saúl Clark     | La serie regular; 74 episodios |
| 2017      | Maldita tentación       | Roberto        |                                |
| 2018      | El secreto de Selena    | Alex           | 11 episodios                   |
| 2019-act. | El juego de las llaves  | Juan Alejandro |                                |
| 2020-act. | Cómo sobrevivir soltero | Billy Boy      |                                |
| 2021–2022 | Parientes a a fuerza    | Emiliano       |                                |
| 2024      | Un buen divorcio        | David Ortiz    |                                |

### Teatro
| Año  | Título              | Director/Creador (es)                                        |
| ---- | ------------------- | ------------------------------------------------------------ |
| 2015 | Bright Ideas        |                                                              |
| 2016 | Extraños en un Tren | Craig Wagner                                                 |
| 2021 | Locos por el Té     | Patrick Haudecoeur                                           |
| 2022 | Siete veces adios   | Alan Estrada, Jannette Chao, Vince Miranda y Salvador Suárez |

|2024
|Cabaret
|Itati Cantoral
|}